# Tōru Ōhira
Tōru Ōhira (japanisch 大平 透 Ōhira Tōru; * 24. September 1929 in Tokio; † 12. April 2016 ebenda) war ein japanischer Schauspieler, Synchron- und Hörspielsprecher.

## Leben und Wirken
Tōru Ōhira wuchs in Tokio auf, wo er zeitlebens wohnte.
Er wirkte im Laufe seiner Karriere als Schauspieler in mehr als 70 Film-und-Fernsehproduktionen mit. Darüber hinaus war er über mehrere Jahrzehnte hinweg umfangreich als Synchronsprecher, Hörspielsprecher und Hörbuchsprecher tätig. Er war von 1992 bis zu seinem Tod die japanische Synchronstimme von Homer Simpson in der Zeichentrickserie Die Simpsons und in Die Simpsons – Der Film. Zudem war er als Synchronsprecher für den Film A Goofy Movie tätig. Er sprach auch Telly Savalas in Kojak – Einsatz in Manhattan, Marlon Brando in Der Pate, die Figur des Darth Vader in den Star-Wars-Filmen sowie auch mehrere Figuren in der Anime-Serie One Piece. Zudem synchronisierte er auch zahlreiche Videospiele.
Tōru Ōhira starb am 12. April 2016 im Alter von 86 Jahren an den Folgen einer Lungenentzündung.

## Sprechrollen (Auswahl)
- 1967: Oraa Guzura Dado (Guzura)
- 1968: Bob, der Flaschengeist (Hakushon Daimaō)
- 1972: Gatchaman (Doctor Kozaburo Nambu)
- 1983: Rock’n Cop (Gondo)
- 1988: Osomatsu-kun (Dekapan)
- 1989: The Laughing Salesman (Fukuzō Moguro)
- 1992–2016: Die Simpsons (Homer Simpson)
- 2001: Chitchana Yukitsukai Sugar (Luchino)
- 2005: Basilik (Tokugawa Ieyasu)